# Maria de Jesus de Bragança
Maria de Jesus de Bragança (de seu nome completo: Maria de Jesus de Bragança e Bourbon; Santarém, entre 1833 e 1837 – Ajuda, Lisboa, 3 de fevereiro de 1903) foi a segunda filha natural do rei D. Miguel I de Portugal e resultante da relação do monarca com uma senhora de origens humildes residente em Santarém. Esta filha, que nasceu no período final do reinado de seu pai, foi semi-legitimada pelo monarca com a concessão dos apelidos da realeza para efeitos de registo de baptismo e de reconhecimento da sua paternidade.

## Biografia
D. Maria de Jesus de Bragança e Bourbon nasceu em Santarém entre os anos de 1833 e 1837, filha natural do rei D. Miguel I de Portugal, então ainda solteiro, e de uma senhora de origens e condição humildes, e identidade desconhecida, com quem o monarca manteve uma relação durante o último ano que antecedeu a sua partida para o exílio na Alemanha.
Em virtude da mãe de D. Maria de Jesus de Bragança não pertencer à nobreza portuguesa, esta filha não gozou do mesmo reconhecimento público que D. Maria Assunção de Bragança, a primeira filha natural do monarca; todavia, o rei conferiu-lhe, tal como o fizera à sua primeira filha, o direito ao uso dos apelidos da realeza para efeitos de registo de baptismo e de reconhecimento da sua paternidade. Pelo facto desta filha ter nascido antes da aplicação da Lei do Banimento que, após as guerras liberais, obrigaram ao exílio o rei e os seus descendentes, e somando os factos desta filha natural ter nascido em plena vigência do reinado do pai e de ter sido reconhecida pelo próprio, a mesma também reivindicou direitos de sucessão ao trono de Portugal.
Tanto D. Maria de Jesus de Bragança como a sua meia-irmã D. Maria da Assunção de Bragança reivindicaram direitos de sucessão (embora estes tenham sido ocultados devido aos interesses pessoais da restante filiação de D. Miguel nascida no exílio) e ambas casaram e deixaram descendência.

## Casamentos e descendência
D. Maria de Jesus de Bragança teve um primeiro casamento com D. Silverio Rodriguez, que faleceu em Havana, na República de Cuba, e do qual não resultou descendência.
A 20 de setembro de 1873, em Lisboa, na Igreja Paroquial de Santa Isabel, contraiu o segundo casamento com D. Tomás José Fletcher de Melo Homem (Encarnação, Lisboa, 23 de fevereiro de 1836 - Socorro, Lisboa, 3 de outubro de 1905), do qual resultou o nascimento de uma filha, D. Maria Justina Micaela Tomásia José de Jesus de Melo (Socorro, Lisboa, 23 de julho de 1874 – Sanatório do Hospital da Real Beneficência, Petrópolis, Brasil, 1962) e de mais dois filhos. Utilizou no acto do matrimónio e no próprio registo o nome de «Maria Rosa Tell de Mondedeu da Silva», possivelmente para se ocultar, apesar de, ao assinar, referir a sua verdadeira identidade: "D. Maria de Jesus de Bragança e Bourbon, viúva de D. Silverio Rodriguez, com o nome de D. Maria Rosa Tell de Mondedeu da Silva".
Esta filha, baptizada um ano após o seu nascimento, foi declarada no registo como neta materna de «D. Miguel de Bragança e avó incógnita». Maria Justina casou-se a 22 de junho de 1890, na Igreja de Santa Justa, em Lisboa, com João Ferrão de Sequeira Barreto (Encarnação, Lisboa, 7 de abril de 1862 – Santa Isabel, Lisboa, 8 de março de 1892), e de quem teve um filho de seu nome D. João de Melo de Sequeira Barreto (nascido a 21 de setembro de 1891) e que deu continuidade à descendência da família. Teve também outro filho, de pai incógnito, durante a sua estadia no Brasil, de seu nome D. Tomás de Melo  (Rio de Janeiro, Brasil, 11 de agosto de 1906 – Paço de Arcos, Oeiras, 7 de janeiro de 1990).

## Morte
D. Maria de Jesus de Bragança e Melo morreu na Calçada da Tapada, número 166, primeiro andar, da freguesia da Ajuda (Lisboa), onde residia. Foi sepultada em jazigo particular no Cemitério dos Prazeres, em Lisboa. 
Possivelmente D. Maria de Jesus e seu marido já se encontrassem separados à data de seu falecimento. Tomás José de Melo casaria novamente passado um ano e quatro meses, em 5 de junho de 1904, com D. Emília da Costa Carneiro, solteira, com quem vivia, que se encontrava gravemente doente, senhora de quem teria tido uma filha ilegítima, Angélica, nascida em 20 de fevereiro de 1879, baptizada como filha de pai incógnito na freguesia da Encarnação, que legitimou neste acto.